# Coliseo Eduardo Dibós
El Coliseo Eduardo Dibós, también conocido como el Coliseo Dibós o el Dibós, es un recinto techado multiusos ubicado en el distrito de San Borja, en la ciudad de Lima, capital del Perú.
Se ubica en la intersección de las avenidas Angamos y Aviación, y está próximo a la estación Angamos de la Línea 1 del Metro de Lima.

## Descripción
El recinto lleva el nombre de un ex-alcalde limeño recordado por su apoyo al deporte peruano: Eduardo Dibós Dammert. Fue fabricado por la empresa Técnicas Especiales S. A., bajo subcontratación de la empresa Constructora Monsa en el primer gobierno del expresidente del Perú Alan García Pérez.

Es un coliseo cerrado de usos múltiples que ha albergado competencias nacionales e internacionales de básquet, voleyball, boxeo, gimnasia y otros deportes, así como espectáculos musicales. Tiene una capacidad para 4,900 espectadores sentados. Es la actual sede de la Federación Peruana de Basquetbol.

## Eventos deportivos
Tras su inauguración en el año de 1989, al poco tiempo se llevó a cabo el Campeonato Mundial de Voleibol Femenino Juvenil, en el cual la selección peruana juvenil ocupó el 4.º lugar detrás de Brasil, Cuba y Japón.
El 20 de junio de 2009, la boxeadora peruana Kina Malpartida defendió con éxito su título mundial de peso superpluma ante la brasilera Halana Dos Santos en un encuentro histórico, ya que por primera vez se exhibió una pelea de boxeo femenino en el coliseo. Además, era la primera vez en la historia en que un boxeador nacional defendía un título mundial en suelo peruano.
En el 2011, se llevó a cabo en Lima y Trujillo  el Campeonato Mundial de Voleibol Femenino Sub-20 de 2011, donde fue sede este recinto deportivo.
El coliseo es la sede principal de la Federación Peruana de Baloncesto (FDPB), tiene una capacidad para 6000 personas sentadas. En el local se dan actividades deportivas como voleibol, baloncesto y showbol.
En agosto de 2024, se lleva a cabo el Campeonato Mundial de Voleibol Femenino Sub-17 de 2024, la primera de esta edición de esta categoría.
Actualmente, la Selección de showbol del Perú viene jugando sus partidos de local de la Superliga Showbol 2010 en este coliseo.

Fue remodelado para albergar la sede en las competencias de baloncesto y baloncesto 3x3 en los Juegos Panamericanos de 2019.

## Otros eventos
Además de eventos deportivos, el coliseo fue muy utilizado para espectáculos y conciertos musicales desde su inauguración a fines de los años 80 y gran parte de los 90 con artistas nacionales e internacionales de la talla de Eva Ayllón, Vanilla Ice, Maná, Magneto, Alejandra Guzmán, Daniela Romo, Libido, entre otros.
Desde 1988 hasta la actualidad y de acuerdo a la temporada de fiestas patrias, el Coliseo Eduardo Dibos sirve también como escenario para circos y ferias.
El 29 de mayo de 2010, en la Cancha Auxiliar del Coliseo se realizó un evento de lucha libre llamado "LWA Alta Tensión", una pelea internacional en defensa del título entre el campeón mexicano de la empresa AWA-WSW, "Super Z", y el hasta ese entonces campeón de LWA (Leader Wrestling Association), "Caoz" (Perú). Este último ganó el combate estipulado a dos de tres caídas sin límite de tiempo y retuvo el título de campeón máximo.
El 26 de septiembre de 2010 en el evento LWA Prueba de Fuego 2010, Super Z volvió al Perú para defender su campeonato de la AWA-WSW en una triple amenaza internacional, los otros 2 luchadores fueron Apocalipsis e Ian Muhlig, el cual resultado fue Super Z reteniendo su Campeonato
El 6 de noviembre de 2010, en la misma Cancha Auxiliar del Coliseo, se realizó el evento "Reyes de la Lucha Libre 2010", en el que por primera vez se puso en disputa los títulos en parejas de LWA, con la participación de los luchadores internaciones y campeones mundiales de Ring of Honor en ese momento, los Kings of Wrestling: Chris Hero & Claudio Castagnoli quienes llegaron a la final y se enfrentaron a Clase, Dinero & Poder: TVK & Ian Muhlig quienes finalmente serían coronados como primeros campeones.